# Luis Rodríguez Mariátegui Proaño
Luis Rodríguez-Mariátegui Proaño (Lima, 3 de abril de 1936 - Lima, 2016) fue un abogado, empresario y político peruano. Fue ministro de Justicia y Culto en el primer gobierno de Fernando Belaunde, de setiembre a noviembre de 1967. Fundó el Estudio Jurídico Rodríguez-Mariátegui & Vidal Abogados. Incursionó también en la minería, asociándose con su hermano, el ingeniero Jaime Rodríguez-Mariátegui Proaño, con quien fundó varias sociedades mineras. Fue uno de los impulsores de la minería de altura, entre ellas la explotada en el distrito minero de Morococha, situado a cuatro mil metros de altura.

## Biografía
Nació en Lima, siendo hijo de Luis Rodríguez Mariátegui y Celia Rosa Proaño Valentine.  Su padre, que fue secretario y director del Jockey Club de Lima, era hijo del capitán de navío Pedro Rodríguez y de Eva Mariátegui Requejo (hermana de Francisco Javier Mariátegui Requejo, el padre del pensador marxista José Carlos Mariátegui). Su abuelo materno fue el empresario minero Lizandro Proaño, quien a fines del siglo XIX descubrió e inició la explotación de las minas de Morococha, junto con su cuñado Octavio Valentine, siendo el único minero que no vendió sus concesiones a la Cerro de Pasco Copper Corporation.
Realizó sus estudios escolares en el Colegio Inmaculado Corazón y en el Colegio de Santa María. Luego ingresó a la Universidad Católica para seguir Derecho. Se recibió de abogado en 1961 y se especializó en Derecho minero.
Desde su temprana juventud militó en el Partido Demócrata Cristiano, más conocido como Democracia Cristiana, y posteriormente llegó a ser uno de los principales dirigentes del Partido Popular Cristiano (PPC). Ejerció también el periodismo como jefe de las páginas editoriales de Expreso y Correo. Fue concejal de Lima de 1963 a 1966 por la lista de la alianza conformada por el partido gobiernista Acción Popular con la Democracia Cristiana, conocida como Alianza AP-DC.
Se asoció con su hermano, el ingeniero Jaime Rodríguez-Mariátegui, para adquirir parte de la empresa minera de su abuelo Lizandro Proaño, que había heredado su madre, y que se hallaba en dificultades. Ambos fundaron la Sociedad Minera Austria Duvaz, que logró salvar la empresa, la cual llegó a tener varias concesiones en el distrito minero de Morococha. Otros emprendimientos mineros que crearon juntos fueron Negociación Minera Lizandro Proaño en San Mateo y Sociedad Minera Río Seco.
El 6 de setiembre de 1967 fue juramentado como ministro de Justicia y Culto por el presidente Fernando Belaunde Terry, que estaba en su primer gobierno. Integró así el gabinete ministerial presidido por Edgardo Seoane Corrales, conformado tras la crisis originada por la drástica devaluación monetaria.
Durante su gestión como ministro, se propuso continuar con la moralización administrativa iniciada por su antecesor Javier de Belaunde. Se puso también a la cabeza de una comisión conformada por ilustres juristas, cuya misión era redactar un anteproyecto de reforma constitucional, que debía ser presentado al Congreso para su aprobación. Pero su pasó por el ministerio de Justicia fue breve y solo duró tres meses. Renunció el 12 de noviembre, tras la disolución de la alianza gobiernista AP-DC.
En 1970 se asoció con el abogado Fernando Vidal y fundó el Estudio Rodríguez-Mariátegui & Vidal Abogados.
Durante el segundo belaundismo fue presidente del directorio de Minero Perú Comercial (MINPECO), de 1980 a 1982; así como vicepresidente del directorio del Banco Internacional del Perú-Interbanc, de 1983 a 1985.
En 1989 fue elegido presidente de la Sociedad Nacional de Minería, Petróleo y Energía (SNMPE). Tuvo que enfrentar un paro nacional decretado por la Federación Nacional Minera y que afectaba directamente las exportaciones mineras que en ese entonces representaban el 50% de las divisas del Perú. Después de un mes de negociaciones, el paro fue suspendido.
Además del negocio minero, incursionó junto con su hermano Jaime en diversos emprendimientos industriales; entre ellos destacan la Compañía Peruana de Envases y Envasa. Finalmente, lograron consolidar el grupo económico Rodríguez-Mariátegui, que se convirtió en uno de los más importantes del Perú.